# Madagaszkári vörös fodi
A madagaszkári vörös fodi más néven madagaszkári fodi, vagy madagaszkári fodiszövő (Foudia madagascariensis) a madarak (Aves) osztályának a verébalakúak (Passeriformes) rendjéhez, ezen belül a szövőmadárfélék (Ploceidae) családjához tartozó faj.

## Előfordulása
Madagaszkár területén honos, ahol egyike a leggyakoribb madárfajoknak.
A sziget szinte valamennyi élőhelytípusában megtalálható (a mezőgazdaságilag művel területeken, a száraz szavannákon és bozótos területeken, sőt a városokban is), csak a zárt erdőket kerüli el. a hegyvidékeken 2450 méteres magasságig felhatol.
Mivel tetszetős küllemű faj sokfelé betelepítették. Ilyen betelepített állományai élnek  a Comore-szigeteken, Réunion, Mauritius és Rodriguez szigetén, a Seychelle-szigeteken, a Brit Indiai-óceáni Területhez tartozó Chagos-szigeteken és Szent Ilona szigetén is. Néhány helyen ezek közül mezőgazdasági kártevő vált és több helyütt fenyegeti az ott őshonos ritka egyéb fodi-fajokat agresszív terjeszkedése miatt.

## Megjelenése
A madár hossza 12,5 centiméter, testtömege 14-19 gramm. 
A fajnál nagyon kifejezett ivari dimorfizmus figyelhető meg. A tojók és a fiatal madarak tollazata fakó barnás-homokszínű, nagyon hasonlítanak egy verébre. Ezzel szemben a hímek a nászidőszak során a szövőmadárfélék között is az egyik legszínesebbnek számítanak. Tollazatuk ilyenkor egész testükön fénylő vörös színűvé válik. A nászidőszakon kívül narancssárga vagy sárga, barna szárnyfedőtollakkal és farokkal.
Mindkét ivar csőre rövid, kúpos, alkalmas magvak kicsippentésére és feltörésére.
|  |  |

## Életmódja
A vörös fodi a költési időszakon kívül nagy csapatokban él. Tápláléka vadon élő fűfélék és termesztett gabonafélék magvai. A rizstermesztő vidékeken veszélyes mezőgazdasági kártevővé válhat, mivel itt fő táplálékává a rizs magvai válnak és nagy csapatokban meglepve alapos pusztítást visz véghez  a földeken.
A fiókanevelési időszakban viszonylag sok rovart is fog, hogy a fiókák nagy fehérjeigényét fedezni tudja.

## Szaporodása
Az ivarérettséget egyéves korban éri el. A költési időszak februártól májusig tart. Ilyenkor feladja közösségi életmódját és a hímek egy nagyjából 20 méteres átmérőjű revírt foglalnak maguknak, ahonnan minden más hímet elűznek.
A fészek fűből szőtt tojásdad alakú építmény, mely faágon lóg. A hím kezdi az építést és a tojóval együtt fejezi be. A fészekalj 2-4 halványkék tojásból áll. Ezeken a tojó 11-14 napig kotlik. A fiatal madarak 2 hét után repülnek ki. Táplálásukban mindkét szülő részt vesz. A fogságban tartott egyedeknek egy négy hónapos szaporodási időszakban akár három fészekaljuk is lehet, így ez alapján feltételezhető, hogy a szabadban is legalább kettő fészekaljat röpítenek ki egy szaporodási időszak során.

## Képek

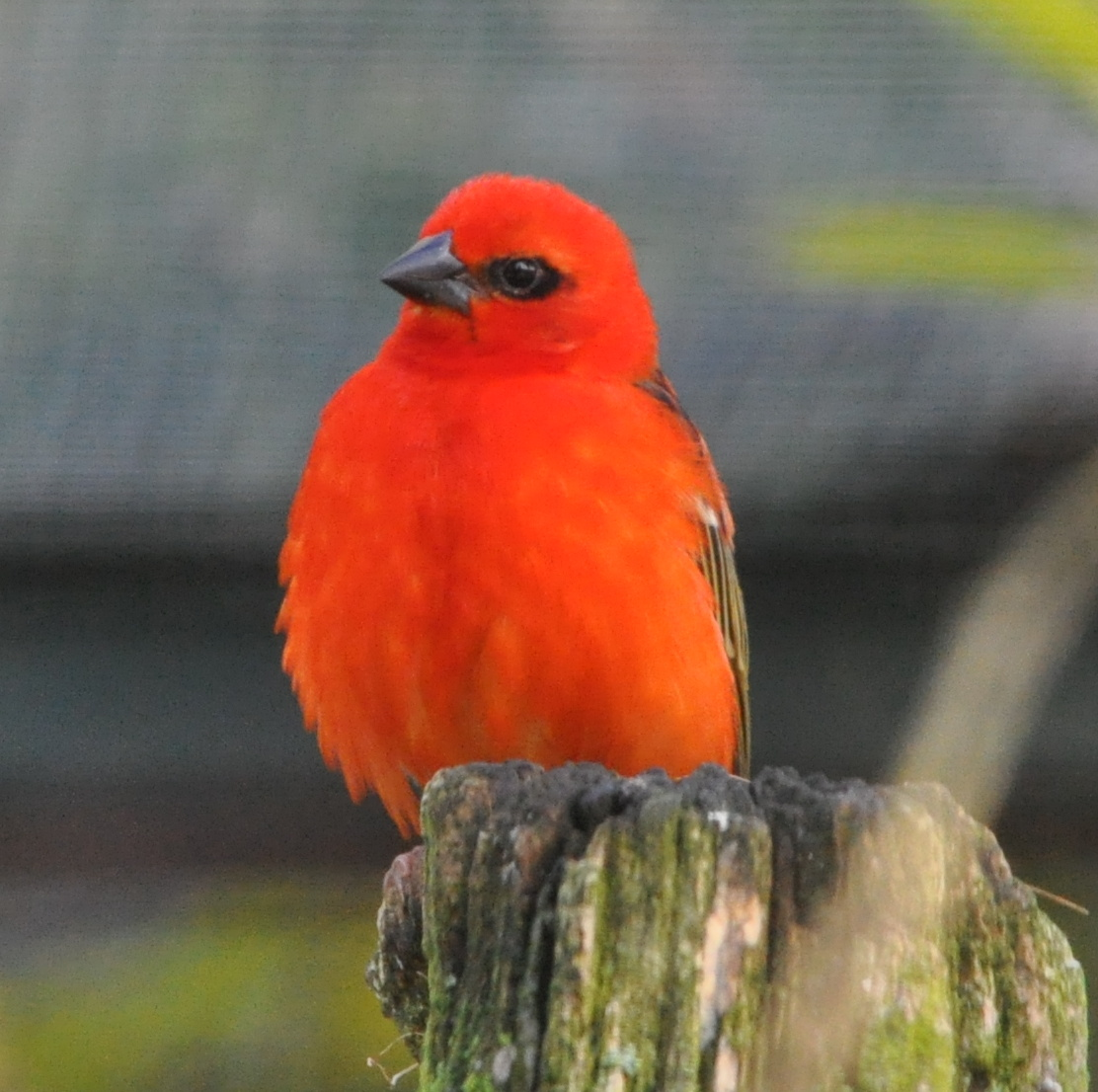
Hím
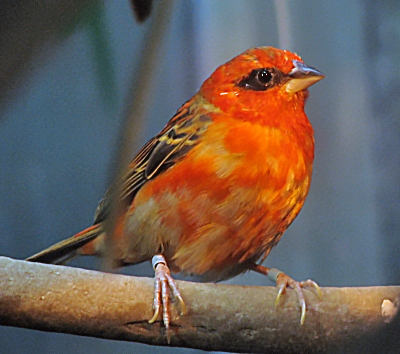
Hím
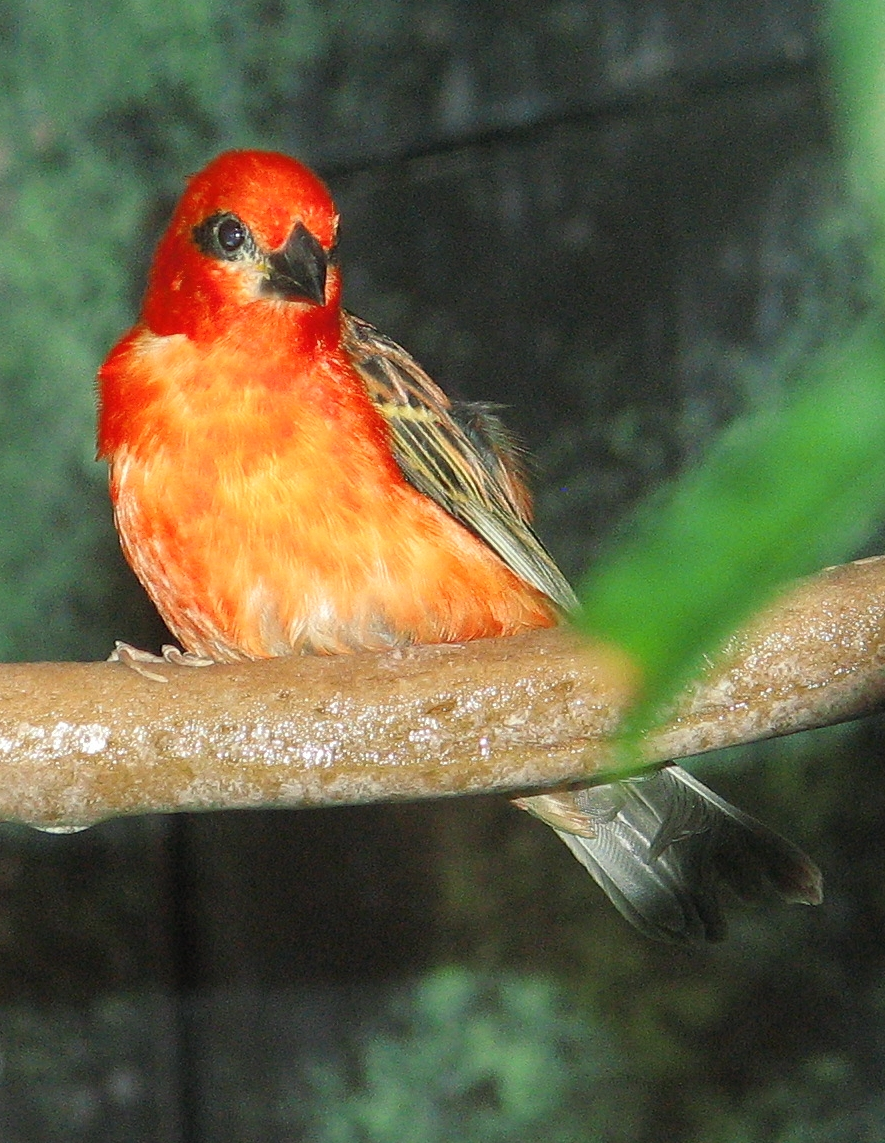
Hím
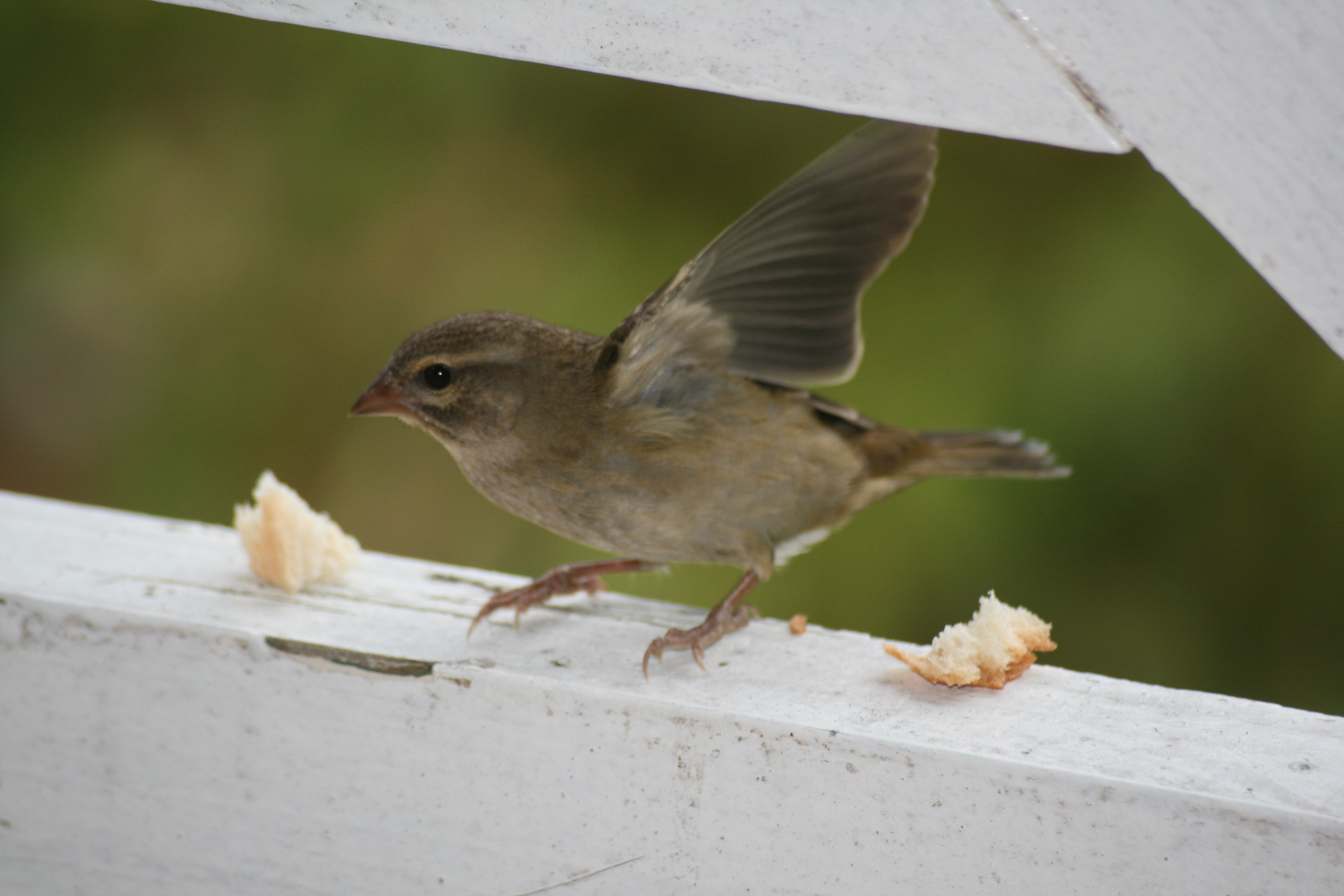
Tojó
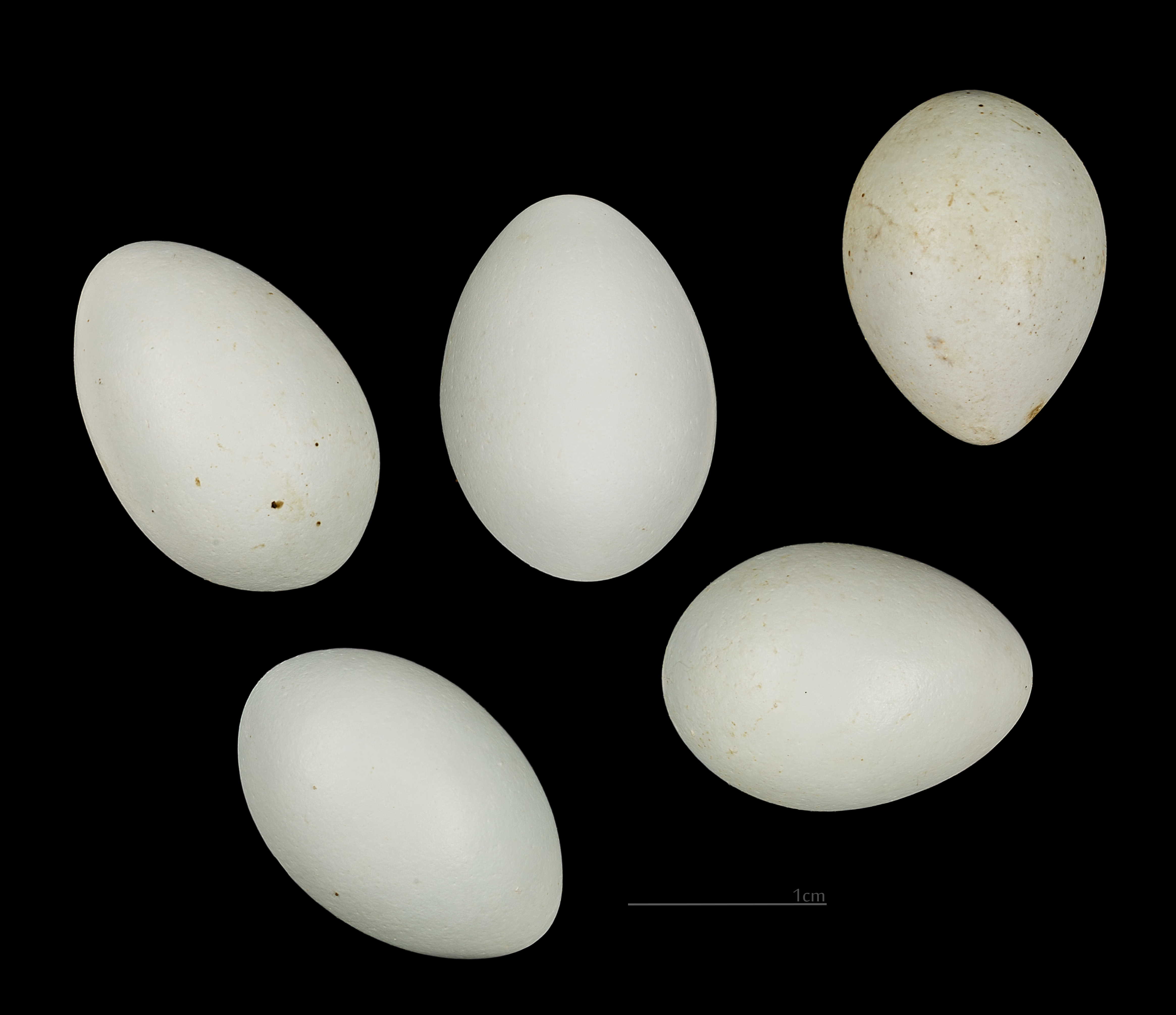
Tojás.

## Fordítás
- Ez a szócikk részben vagy egészben  a   Madagaskarweber című német Wikipédia-szócikk ezen változatának fordításán alapul.  Az eredeti cikk szerkesztőit annak laptörténete sorolja fel. Ez a jelzés csupán a megfogalmazás eredetét és a szerzői jogokat jelzi, nem szolgál a cikkben szereplő információk forrásmegjelöléseként.